# Air America

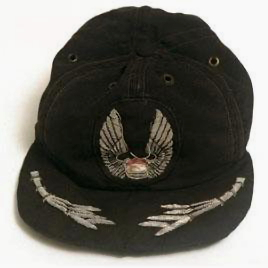
Berretto da pilota di Air America

Air America era il nome di una compagnia aerea americana, segretamente controllata dalla CIA e attiva dal 1950 al 1976, con compiti di rifornimento e supporto delle operazioni coperte nel Sud-est Asiatico, in particolare durante la guerra del Vietnam e la guerra civile in Laos.

## Storia
Nel 1957 la compagnia madre della precorritrice di Air America, la Civil Air Transport (CAT), cambiò il suo nome da Airdale Corporation a The Pacific Corporation. La CAT tentò allo stesso tempo di cambiare il suo nome in Air America, ma obiezioni da parte di Air France e American Airlines ritardarono il cambio di due anni. Dal 1959 al 1962 la compagnia aerea fornì supporto diretto e indiretto alle operazioni Ambidextrous, Hotfoot e White Star, che servirono ad addestrare le forze armate regolari del Laos.
Nell'estate del 1970, la compagnia aerea disponeva di due dozzine di aerei da trasporto bimotore, altre due dozzine di aerei STOL e 30 elicotteri, dedicati alle operazioni in Birmania, Cambogia, Thailandia e Laos. Il personale contava più di 300 piloti, copiloti, meccanici e specialisti di trasporto aereo di stanza in Laos e Thailandia. Nel corso del 1970, Air America consegnò 20.000 tonnellate di cibo in Laos. In quello stesso anno gli elicotteri arrivarono a sommare più di 4.000 ore di volo al mese.
Quando le forze nordvietnamite invasero il Vietnam del Sud nel 1975, dopo la caduta di Saigon Air America mise a disposizione degli elicotteri per evacuare l'ambasciata statunitense nella città vietnamita, ed in quello stesso anno cessò le attività nel paese, finendo di esistere il 30 giugno 1976, quando venne acquisita dalla Evergreen International Airlines.

## Attività
Lo slogan di Air America era "Anything, Anywhere, Anytime, Professionally" (Qualsiasi cosa, in qualsiasi luogo, in qualsiasi momento, professionalmente), infatti gli apparecchi della compagnia trasportavano diversi tipi di carichi in paesi come Vietnam, Laos e Cambogia. La compagnia operava da basi collocate in queste nazioni e in Thailandia, in Taiwan e anche Giappone. In alcune occasioni condusse delle missioni top-secret in Birmania e in Cina.
Tra il 1962 e il 1975, Air America si occupò di trasportare e prelevare personale statunitense, fornì supporto logistico ad un esercito segreto costituito dalla CIA nel Laos settentrionale, trasportò rifugiati e condusse missioni di ricognizione fotografica che fornirono preziose informazioni sulle attività del nemico. I suoi aerei con insegne civili vennero usati di frequente, sotto il controllo della 7ª/13ª Air Force, per condurre missioni di ricerca e soccorso dei piloti statunitensi abbattuti in Indocina. I piloti di Air America erano gli unici dipendenti di una azienda privata statunitense di cui si ha notizia, ad operare con aerei militari non certificati dalla FAA in missioni di combattimento, anche se molti di loro erano in realtà personale militare trasferito alla linea aerea. La compagnia trasportò inoltre civili, diplomatici, spie, rifugiati, commando, squadre di sabotaggio, medici, vittime di guerra, funzionari antidroga, e perfino VIP in visita come Richard Nixon in tutto il Sud-est Asiatico. Ebbe un ruolo a supporto della CIA durante le operazioni dell'ente nella guerra civile in Laos; ad esempio, prevedevano il supporto logistico alle tribù locali che combattevano le forze nordvietnamite e quelle dei rivali locali del Pathet Lao. La guerra creò un'interruzione nella catena alimentare della regione, cosicché migliaia di tonnellate di cibo dovettero essere trasportate, compresi polli, maiali e bestiame vivo. Oltre ai lanci di cibo (noti come 'rice drops') arrivavano anche le richieste logistiche per la guerra stessa, e i piloti di Air America compirono migliaia di voli trasportando e sganciando carichi di armi e munizioni per le forze amiche.
Volare per Air America era rischioso, anche se la paga era migliore sia rispetto ai normali piloti civili sia rispetto ai piloti dell'aeronautica militare, il lavoro era pericoloso, e gli aerei spesso sovraccarichi. I piloti di elicotteri dovevano affrontare voli ad alta quota sulle montagne nell'afa tropicale, il che diminuiva la spinta che potevano dare i rotori e ne aumentavano gli sforzi. Molti piloti di Air America vennero abbattuti, anche più volte nel corso della guerra.
Secondo The Politics of Heroin in Southeast Asia, uno studio del 1972 dello storico Alfred W. McCoy, Air America trasportò oppio e eroina per conto del leader Hmong, Vang Pao durante la guerra civile in Laos. Tuttavia William M. Leary, Professore di Storia alla University of Georgia, sostiene che i suoi due decenni di ricerche non hanno svelato alcune prova che Air America fosse stata coinvolta nel traffico di stupefacenti.

## Filmografia
Nel 1990 uscì nei cinema il film Air America, con Mel Gibson e Robert Downey jr. nel ruolo di due piloti della compagnia; la pellicola mostra anche un senatore Lane Smith venuto ad indagare su voci di traffico di oppio in collaborazione con il leader delle forze armate locali.